# Égalité sociale
 (janvier 2009).
Améliorez-le ou discutez des points à vérifier. 
L'égalité sociale est un concept juridique et philosophique. Il découle du principe d'égalité, qui apparaît en tête des deux grandes déclarations des droits de l'homme (déclaration de 1789 en France, et déclaration universelle des droits de l'homme de 1948). Celui-ci revêt deux aspects principaux : l'égalité civile, c'est-à-dire l'égalité devant la loi ; l'égalité sociale, c'est-à-dire la recherche de l'égalité des droits sociaux.
L'application des « droits et devoirs de l'homme » aux personnes, aux peuples et toutes collectivités humaines inscrites dans leur cadre concret de vie est censée garantir sinon améliorer leur condition du point de vue de l'égalité sociale.
La première Déclaration des Droits de l'homme et du Citoyen (version française de 1789) dispose en son article 1 : « Les hommes naissent et demeurent libres et égaux en droits ». La devise de la République française qui en découle proclame : « Liberté, Égalité, Fraternité ».

## Difficulté d'une définition

### Concept polysémique et protéiforme
Au départ, selon la distinction faite par Aristote, l'égalité consiste en la distinction juste des parts relativement à un critère (égalité proportionnelle) ou à l'égalité arithmétique pure.[source insuffisante]
Mais la multiplicité des objets (individus et situations) auxquels elle s'applique rend le concept d'« égalité sociale » aussi diversifié et multiforme que les objets concernés. Devant l'impossibilité d'une définition théorique simple, le concept trouve davantage sa pertinence dans le cadre pragmatique d'une évaluation à conduire selon différents axes :
- géographique : l'égalité sociale est-elle concevable sans référence à un territoire, à une société humaine, à l'existence de liens de solidarité ou de responsabilité[1] ?
- temporel : l'égalité sociale s'apprécie-t-elle dans l'instant ou doit-elle se projeter dans l'avenir ? Le concept d'égalité intergénérationnelle a-t-il un sens (renvoi aux principes du développement durable) ;
- juridique : l'égalité sociale, fondée par les principes nécessaires et formels du Droit, ne conduit-elle pas rapidement à les prolonger et à les dépasser au profit de l'examen de la garantie et de l'exercice des droits réels ?
- politique : l'égalité sociale en démocratie suppose le droit de vote, la liberté d'expression, mais aussi la possibilité effective de disposer de l'information et le libre exercice de ces droits. Quid de l'accès à l'éducation, aux soins et à la culture ? Les sociétés fermées de ce point de vue sont des sociétés inégalitaires ;
- économique : l'égalité de ressources, l'égalitarisme strict sont-ils nécessaires pour garantir la Justice sociale ? Y a-t-il un minimum à prendre en compte en dessous duquel la dignité, le mérite ou le potentiel des personnes n'est pas reconnue ? Même si pour beaucoup cette égalité fait figure d'idéal impossible, à défaut d'égalité des conditions, faut-il se contenter de l'égalité des chances ?
- anthropologique : Ronald Dworkin, dans son expérience avec les coquillages, en arrive à la conclusion que le principe normatif à viser est la « considération égale de chaque personne ».

### Exemples historiques
Illustrant le combat mené en faveur de cette application sur des fronts divers les épisodes suivants :
- la Révolution française de 1789 en vue de l’abolition des privilèges ;
- la Conférence de Bandoeng et autres mouvements anti-colonialistes réclamant un meilleur partage du monde que celui réalisé entre grandes puissances à la Conférence de Yalta ;
- l'Organisation des Nations unies (ONU) qui - par ses institutions spécialisées - entend promouvoir un dialogue et une coopération plus équilibrée et plus concrète entre ses membres ;
- en France, les mouvements syndicaux (comme en 1936) ou caritatifs comme en France celui de l'Abbé Pierre, d'ATD Quart Monde ;
- l'appel à l'instauration de l'égalité des chances fait appel à l’idée que les personnes devraient être dans les mêmes conditions pour se lancer dans la vie (avec des initiatives concrètes comme celle de Muhammad Yunus en faveur du micro-crédit).

## Vision et interprétations de l'égalité sociale

### Platon et la Cité Idéale
La réflexion sur la justice dans l'âme et dans la politique est au centre de toute la philosophie de Platon. La tâche véritable du philosophe est de rechercher quelles lois devraient être données à la Cité pour la rendre conforme à la justice. Selon Henri Denis : « L'homme est sujet à l'erreur et - de bien des manières - les imperfections se sont introduites dans l'organisation sociale : l'autorité a été mal exercée, l'esprit d'indiscipline s'est développé et surtout en raison du voisinage funeste de la mer le commerce est né et a engendré dans les âmes une disposition à se dédire sans cesse et à être de mauvaise foi. (…) Platon insiste sur la nécessité d'établir l'égalité des fortunes ; s'il existe une classe de non-possédants, ils seront une source perpétuelle de révolution. (…) Il faut abandonner l'espoir de réformer une Cité où règne l'inégalité des richesses ».
« Le but essentiel selon Platon est d'établir l'amitié entre tous les citoyens de la Cité. Le moyen véritable, c'est la communauté absolue des biens, des femmes et des enfants, car -entre amis- tout est commun.(…) » Mais le philosophe ajoute que « ce programme est sans doute trop ambitieux et qu'il lui faut proposer d'autres solutions, sans doute moins parfaites mais plus faciles à réaliser ».
« Ce moyen plus accessible est d'instaurer l'amitié entre les citoyens, c'est de leur attribuer à tous des propriétés égales et de les obliger tous à mener une vie identiquement frugale. (…) Et comme il est possible malgré tout que des inégalités s'introduisent, il faudra instaurer une fiscalité qui sans cesse tende à rétablir l'égalité économique et de toute façon, dès qu'une famille jouira d'une fortune supérieure au quadruple de la valeur du « lot de famille », on lui confisquera le supplément ».

### Jeremy Bentham et la mesure de l'égalité sociale
L'utilitarisme de Jeremy Bentham considère que pour atteindre l'égalité sociale il faut déjà pouvoir la mesurer : la mesure de l'utilité permet de quantifier le niveau de Bien-être. Cette mesure confère plusieurs avantages :
- possibilité de prendre des décisions rationnelles ;
- création d'un étalon de mesure de l'état social d'une société ;
- possibilité de trouver la société qui dispense le « plus grand bonheur pour le plus grand nombre ».

### Égalité et justice sociale selon John Rawls
John Rawls, dans Théorie de la justice imagine une société dans laquelle chaque citoyen ignorerait totalement la place qu'il va occuper. Alors le citoyen en arriverait à choisir deux principes :
- tout d'abord de vivre dans une société qui protège nos libertés avec un même système de libertés pour tous ;
- ensuite de vivre dans une société qui maximise le bien-être des personnes les moins favorisées. Les inégalités doivent être attachées à des fonctions ouvertes à tous dans des conditions d'égalité des chances.

Les problèmes de cette théorie sont :
- l'égalité sociale est réduite à l'utilité alors que le bonheur paraît être une notion difficilement définissable en soi ;
- la propriété privée et le marché sont censés être capables de générer de la richesse et d'assurer l'allocation efficace des biens.

### Doctrine sociale de l'Église catholique
Pour l'Église, l’égale dignité de tous les hommes a une valeur absolue, fondée dans l’égalité fondamentale de tous les hommes devant Dieu : « Dieu ne fait exception de personne » (Ac 10, 34 ; Rm 2, 11 ; Ga 2, 6 ; Ep 6, 9).
- « Le Développement est le nouveau nom de la Paix » (Paul VI)
- « Le Développement de tout l'homme et de tous les hommes » (Encyclique Populorum Progressio)